# Pete Lisicky

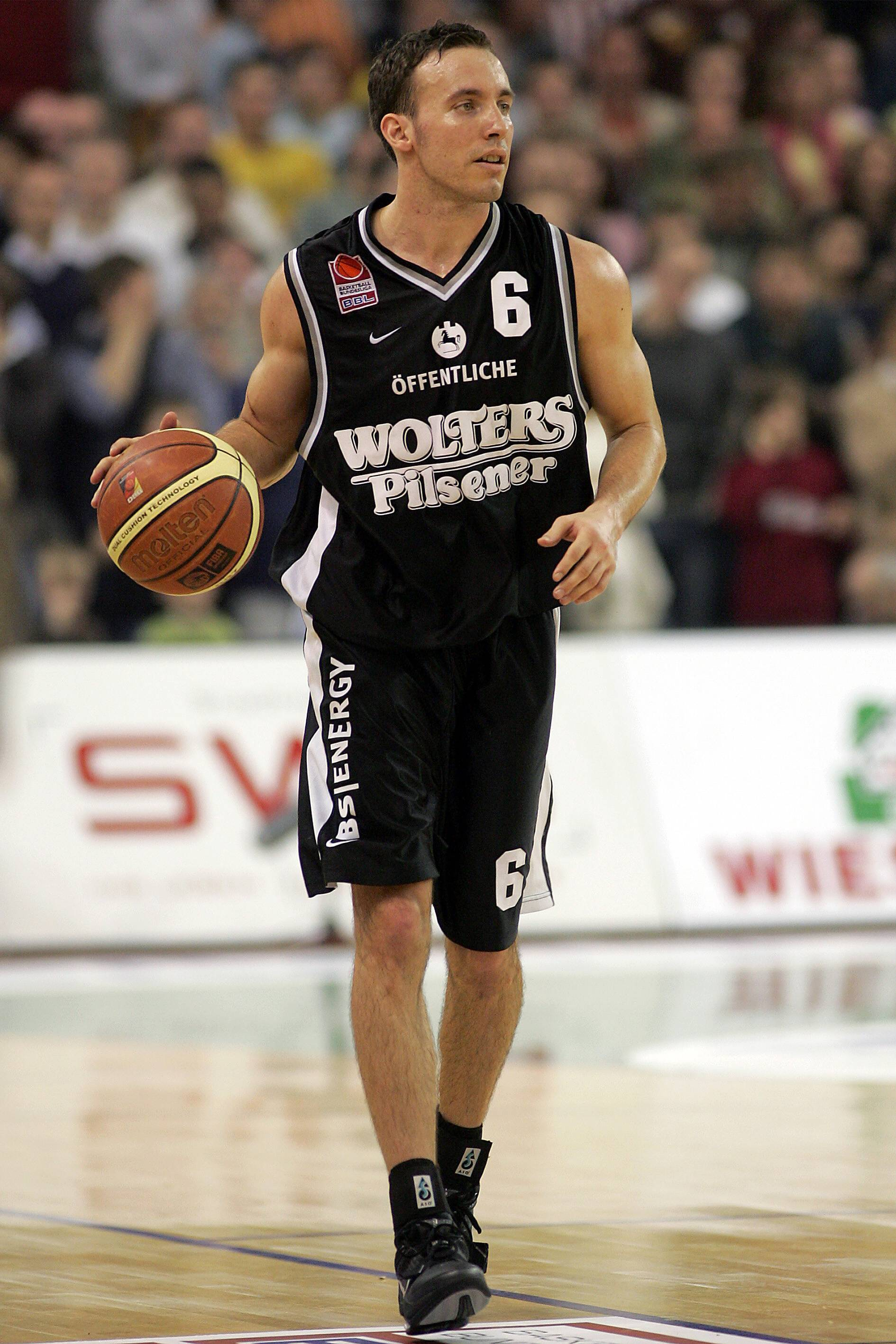

Peter Matthew „Pete“ Lisicky (* 3. März 1976 in Allentown) ist ein ehemaliger US-amerikanisch-slowakischer Basketballspieler.

## Laufbahn
Lisicky wuchs in Allentown im US-Bundesstaat Pennsylvania auf. Er spielte an der Whitehall High School, von 1994 bis 1998 dann an der Pennsylvania State University. Dort stellte er mit insgesamt 332 getroffenen Dreipunktwürfen einen Hochschulrekord auf. Der 1,92 Meter große Spieler verbuchte 13,6 Punkte im Schnitt und diente in der Saison 1997/98 als Spielführer der Mannschaft. Mit neun Dreiern in einem Spiel (erzielt am 9. Dezember 1995) erreichte Lisicky eine weitere Bestmarke der Hochschule.
Lisicky begann seine Profilaufbahn bei SAV Vacallo Basket in der Schweiz, mit der Mannschaft gewann er 1999 und 2000 den Pokalwettbewerb, im Februar 2000 wurde Vacallo aus wirtschaftlichen Gründen aus der Liga ausgeschlossen. In der Saison 2000/01 stand er kurzzeitig bei der italienischen Spitzenmannschaft Benetton Treviso unter Vertrag (5 Spiele: 3,2 Punkte/Spiel in der italienischen Liga; 4 Spiele: 6,8 Punkte/Spiel in der Euroleague), dann bei Freiburg Olympic. In der Saison 2001/02 spielte er für den Basket Club Lugano, mit der Mannschaft wurde er Schweizer Meister.
Im Sommer 2002 wurde Lisicky, dem es aufgrund seiner slowakischen Abstammung mittlerweile gelungen war, die slowakische Staatsbürgerschaft anzunehmen, vom deutschen Bundesligisten TXU Energie Braunschweig verpflichtet. In seiner Braunschweiger Zeit bestritt er 86 Bundesliga-Spiele, in der Saison 2002/03 war er mit 16,5 Punkten je Begegnung bester und 2003/04 hinter Demond Mallet mit 14,5 Punkten je Einsatz zweitbester Braunschweiger Korbschütze. Lisicky war stark daran beteiligt, dass die Niedersachsen 2003 das Bundesliga-Halbfinale erreichten. Im Dezember 2002 erzielte er in einem Bundesliga-Spiel acht Dreipunktwürfe bei 14 Versuchen.
Ende April 2005 wechselte er aus Braunschweig nach Frankreich zum Hauptstadtverein Paris Basket Racing. Bis zum Saisonende 2004/05 wirkte Lisicky noch in sechs Partien der französischen Ligue Nationale de Basket mit.
Lisicky, zu dessen Stärken neben dem Dreipunktwurf der Freiwurf zählte, dem aber fehlende Schnelligkeit vorgeworfen wurde, wurde auch in die Nationalmannschaft der Slowakei berufen, mit der er 2005 an der B-Europameisterschaft teilnahm.
Nach seinem kurzen Abstecher nach Paris stand er 2005/6 in Diensten des polnischen Erstligisten WTK Anwil Włocławek, zum Abschluss seiner Laufbahn spielte Lisicky von 2006 bis 2009 bei Air Avellino in der italienischen Serie A, blieb dort im Vergleich zu seiner vorherigen Karriere aber in der Punktausbeute gemäßigt.
Nach seiner Zeit als Berufsbasketballspieler wurde Lisicky in den Vereinigten Staaten im Bereich Vermögensverwaltung tätig.